# Herepea, Mureș
Herepea (În maghiară Magyarherepe, în germană Ungarisch Härpen) este un sat în comuna Adămuș din județul Mureș, Transilvania, România.

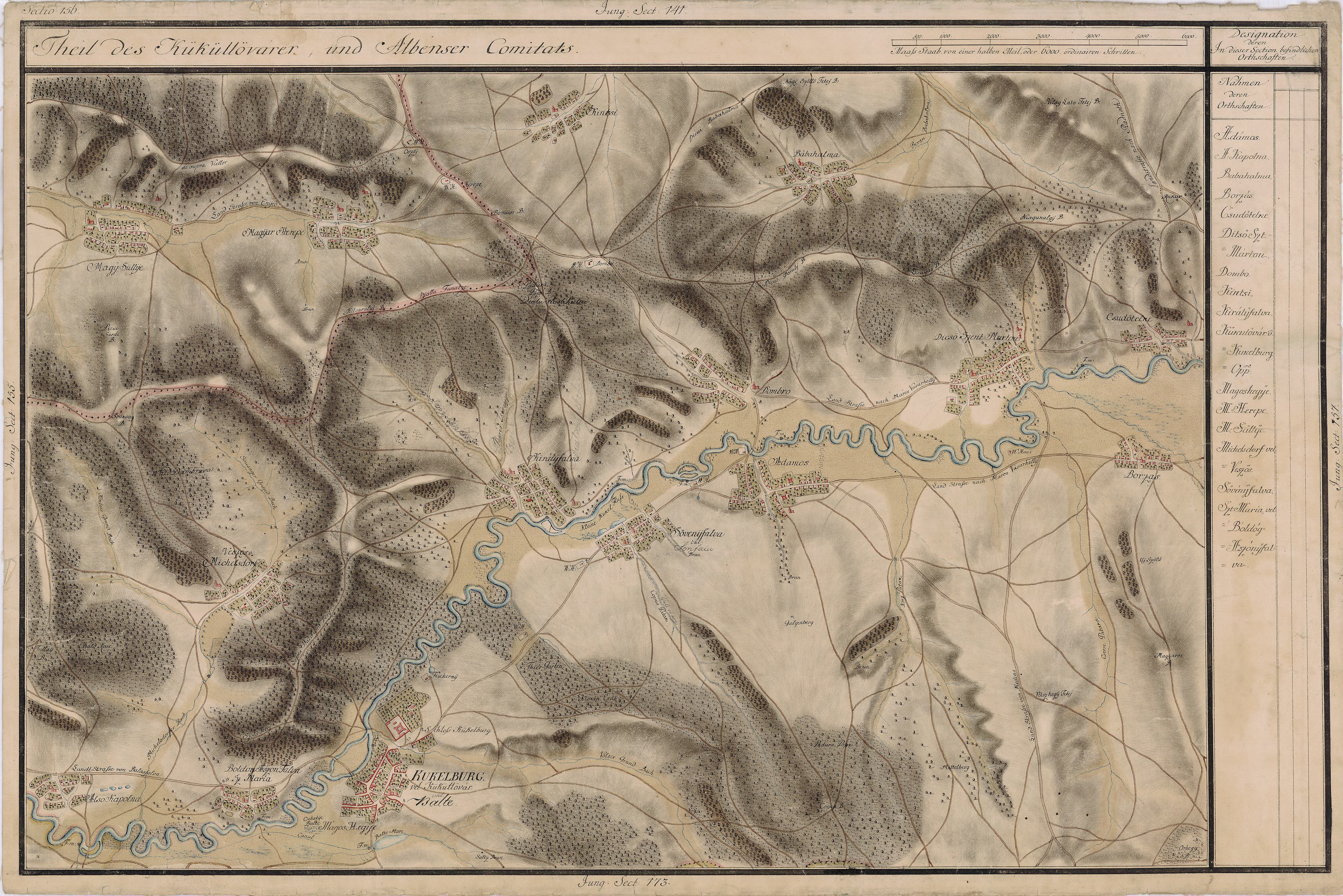
Herepea pe Harta Iosefină a Transilvaniei, 1769-73

## Așezare
Se află la 12 Km est de Târnăveni, la 395 m deasupra nivelului mării, drumul județean 107D trece prin sat.

## Istoric
Sursele menționează prima dată din 1332, ca Herepel. În anul 1344 proprietarul satului, Demeter Herepei a oferit ca amanet la Episcopia Transilvaniei. În evul mediu populația catolică  a preluat religia reformată în timpul reformări.

## Populație
Conform Recensământului din anul 2022 populația localității era de 15 locuitori. 